# Amenemhat-Renséneb
Amenemhat-Renséneb est un roi de la XIIIe dynastie. 

## Attestations
Renséneb est mentionné sur le Canon royal de Turin 7.16 et est crédité de quatre mois de règne.
Renséneb est également connu pour un seul objet contemporain, une perle de stéatite émaillée, vue pour la dernière fois par Percy Newberry dans un magasin d'antiquités au Caire en 1929. L'inscription indique Amenemhat-Renséneb, qui donne la vie.

## Interprétation du nom de Sa-Rê
Ce roi possède un double nom de Sa-Rê. Ce type de noms a été interprété différemment selon les égyptologues :
- selon Ryholt, les doubles noms sont des noms filiaux : l'un est le vrai nom du roi, l'autre est le nom de son père. Ainsi le roi se nommerait Renséneb et aurait un père nommé Amenemhat[2] ;
- Julien Siesse fait partie de ceux qui réfute cette hypothèse des doubles noms filiaux. En effet, il note que les doubles noms sont très courants à cette époque, que ce soit chez les particuliers ou dans la famille royale. Ce double nom est en effet un nom principal pour l'un et un surnom pour l'autre. Ils permettent de différencier les membres d'une même famille ayant le même nom principal. Dans les familles royales des différents rois de la XIIIe dynastie, plusieurs princes et princesses sont connus avec des doubles noms. Julien Siesse donne comme exemple les princes de la famille du roi Khâneferrê Sobekhotep : Sobekhotep-Djadja, Sobekhotep-Méjou et Haânkhef-Iykhernéféret[3]. Julien Siesse considère donc qu'Amenemhat-Renséneb est le nom complet du roi, Amenhemhat étant le nom principal, Renséneb étant le second nom.

## Famille
L'interprétation des noms doubles a des conséquences sur la reconstruction de la famille royale du roi Amenemhat-Renséneb :
- son double nom de Sa-Rê rappelle ceux des rois précédents et pourrait indiquer une filiation. Ainsi, Renséneb serait le fils d'un Amenemhat. Ryholt a proposé qu'il soit le fils du roi Séânkhibrê Amény-Antef-Amenemhat VI, lui-même parent d'autres rois, dont Sekhemkarê Amenemhat V, Amény-Qémaou, Hotepibrê Qémaou-Sa-Hornedjhéritef et Ioufeni[2].
- selon ceux qui s'opposent à cette théories des doubles noms filiaux, aucun élément concret ne permet de relier le roi à d'autres personnes[3].

## Identité
Le roi Nebmaâtrê est un roi de la Deuxième Période intermédiaire dont la position chronologique exacte est incertaine. Toutefois, Julien Siesse lie Nebmaâtrê à Amenemhat-Renséneb pour plusieurs raisons dont les principales sont les suivantes :
- la stèle de Gébel el-Zeit qui lui est attribuée est proche stylistiquement de celles des rois Semenkarê Nebnoun et Sehotepibrê Sousekhtaouy, ainsi Nebmaâtrê devrait être proche chronologiquement de ces rois,
- le seul roi attesté par ailleurs, proche chronologiquement de ces rois et dont le nom de Nesout-bity est inconnu, est le roi Amenemhat-Renséneb[4].

Ainsi Julien Siesse fait de Nebmaâtrê et Amenemhat-Renséneb un seul et mêne roi, le premier nom étant celui de Nesout-bity, le second celui de Sa-Rê.